# Proyecto Tecamachalco
Proyecto Tecamachalco ist ein ehemaliger mexikanischer Fußballverein, der im Municipio Huixquilucan des Bundesstaates México beheimatet war.

## Geschichte
Der im Jahr 2000 gegründete Verein startete mit seiner ersten Mannschaft in der seinerzeit drittklassigen Segunda División sowie seiner zweiten Mannschaft in der darunter angesiedelten Tercera División.
Bereits im Torneo Verano 2002 erreichte die B-Mannschaft die Finalspiele der Tercera División, die gegen die Alacranes Rojos de Apatzingán verloren wurden. Bei ihrem nächsten Finaleinzug dreieinhalb Jahre später im Torneo Apertura 2005 konnte die B-Mannschaft sich gegen Sufacen Tepic durchsetzen und gewann den einzigen Titel der Vereinsgeschichte in einem landesweit ausgetragenen Wettbewerb.
Bereits ein Jahr nachdem die B-Mannschaft erstmals die Finalspiele um die Tercera División erreicht hatte, konnte die erste Mannschaft sich in der Clausura 2003 für die Finalspiele der Segunda División qualifizieren und unterlag nach einem 0:0 vor eigenem Publikum und einem 2:2 auswärts erst mit 2:4 im Elfmeterschießen gegen die Delfines de Coatzacoalcos, die durch den anschließenden Sieg im Gesamtsaisonfinale gegen Deportivo Tepic in die zweitklassige Primera División 'A' aufstiegen.
Zwei weitere Finalteilnahmen gelangen der ersten Mannschaft in beiden Turnieren der Saison 2011/12, in denen sie jeweils gegen die Titanes de Tulancingo unterlag. Anschließend veräußerte der Verein seine Lizenz zur Teilnahme an der Segunda División an ein neu gegründetes Franchise mit der Bezeichnung Alebrijes de Oaxaca FC und nahm den Platz der bisherigen zweiten Mannschaft in der Tercera División ein. Dort erreichte die Mannschaft in ihrer ersten Saison 2012/13 die Finalspiele, die diesmal gegen den Poblado Miguel Alemán FC verloren wurden. Aus dieser Saison resultiert auch ein Ergebnis, das im mexikanischen Profifußball einen noch immer bestehenden Rekord aufstellte. Am Freitag, den 22. März 2013 gewann Tecamachalco im heimischen Estadio „Alberto Pérez Navarro“ gegen die Mannschaft von Tolcayuca mit 36:0. Rekordtorschütze war der seinerzeit 15-jährige Mittelfeldspieler Carlos David García, der 15 Treffer beisteuerte.
Zuletzt spielte die Mannschaft in der Saison 2017/18 als Farmteam der Alebrijes in der Serie B der Segunda División.